# Molengat (meer)
Het Molengat is een meer in het noordwesten van de Nederlands provincie Overijssel.
Het Molengat ligt in het noorden van de plaats Giethoorn. Aan de noordzijde van het Molengat verbindt de Thijssengracht het meer met het Giethoornsche Meer. In het verlengde van de Thijssengracht loopt de Beneden Stouwe naar het oosten. Het Molengat heeft meerdere verbindingen met de kanalen door de plaats Giethoorn en het merengebied in de omgeving. Evenals de in de nabijheid gelegen Belter-, Beulaker- en Bovenwijde is het Molengat ontstaan door stormafslag. Het Molengat ontstond bij de storm van 1825 toen grote stukken land werden weggeslagen.
Aan de zuidwestzijde van het Molengat staat de gelijknamige tjasker het Molengat.